# Amandine Chaignot
Amandine Chaignot, née le 1er mai 1979 à Orsay (Essonne), est une cheffe cuisinière française.

## Biographie

### Études et formation
Fille d'une directrice de recherche au CNRS en biochimie et d'un informaticien, elle intègre la faculté de pharmacie en 1996 mais arrête ses études en 1998 pour se réorienter vers une formation culinaire.
Elle travaille d'abord comme serveuse dans une pizzeria, puis s'inscrit à l'école Ferrandi. Elle fait son apprentissage à la Maison de l'Aubrac et ensuite chez Prunier (un macaron au Michelin), où elle est choisie comme commis pour participer au Bocuse d'or aux côtés de Francois Adamski.

### Carrière professionnelle
Elle travaille trois ans au Plaza Athénée avec Jean-François Piège et à l'hôtel Ritz de Londres. Par la suite, elle exerce trois ans avec Éric Frechon. Elle enchaîne avec Le Meurice aux côtés de Yannick Alléno puis à l'Hôtel de Crillon, pendant deux ans, avec Christopher Hache. Elle a été chef du restaurant de l'hôtel Raphael jusqu'à avril 2014. Puis, elle part à Londres comme chef exécutif de l'Hotel Rosewood qu'elle dirige pendant 3 ans. En octobre 2019, elle ouvre son tout premier restaurant à Paris, Pouliche, 11 rue d'Enghien (75010). En 2021, elle ouvre le café de Luce, à Montmartre, dans l'esprit d'un bistrot parisien. À travers sa société de conseil, elle accompagne Sodexo sur le site du Petit Palais, du musée Rodin, et des JO 2024.
Engagée dans l'humanitaire, elle est marraine de l'association Vision du monde, avec laquelle elle intervient régulièrement comme porte parole ou des missions de bénévolat.

### MasterChef
En 2013-2014, elle fait partie des jurés de la saison 4 de MasterChef France avec les deux chefs Frédéric Anton et Yves Camdeborde, ainsi que le journaliste Sébastien Demorand.

## Décoration
- 2025 :  Chevalier de l'ordre national du Mérite (nomination)[5]
- 2013 :  Chevalier de l'ordre des Arts et des Lettres[6].